# 60비트 컴퓨팅
컴퓨터 구조론에서, 60비트 인티저, 주소 공간, 또는 다른 데이터 단위는 최대 60비트  크기인 것을 말한다. 또한 60비트 CPU와 ALU 구조는 60비트 크기의 레지스터, 어드레스 버스 또는 데이터 버스를 기반으로 하는 것을 말한다. 

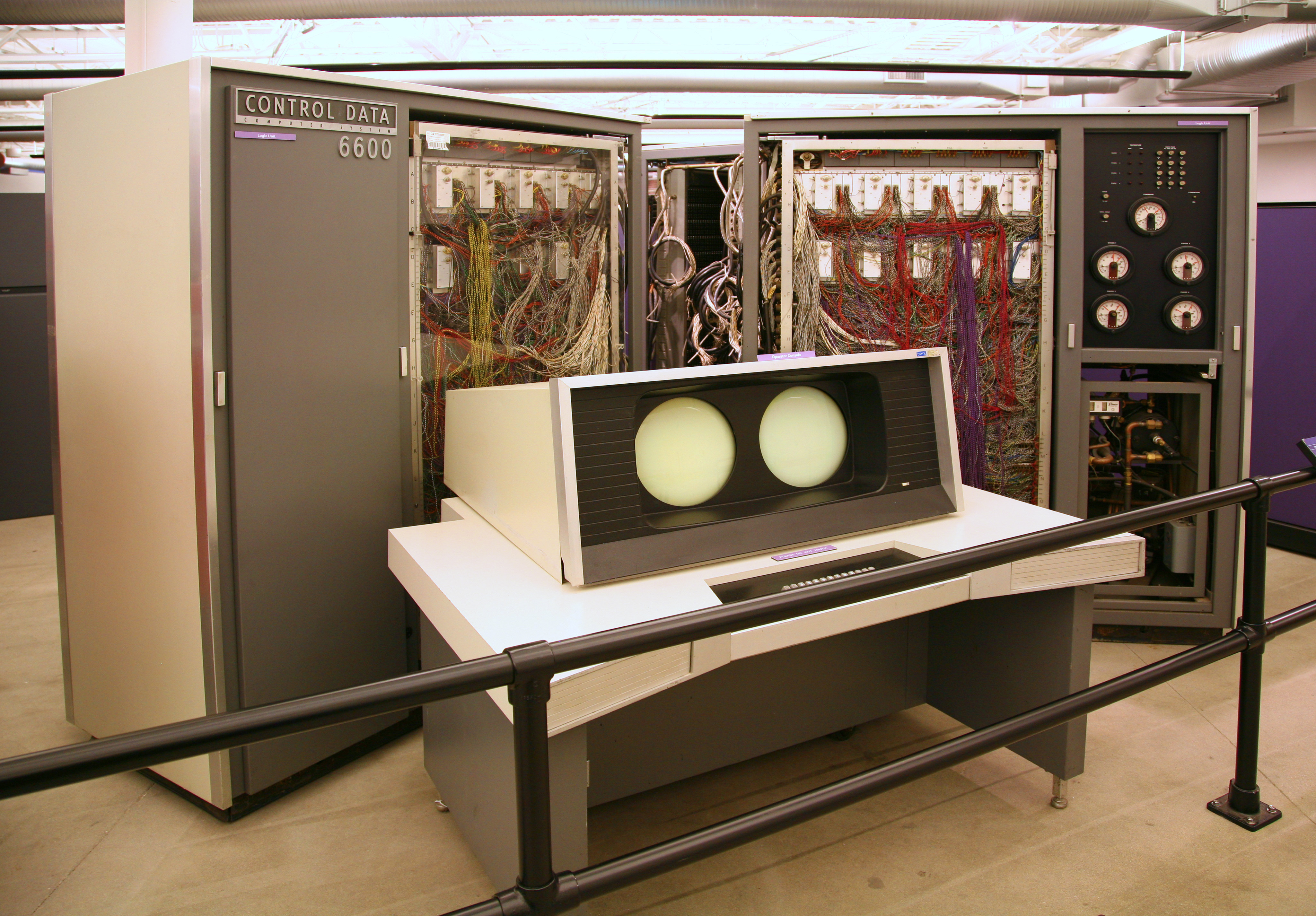
1964년에 출시된 60비트 CDC 6600

60비트 워드는 일반적으로 고정밀 부동소수점 계산에 사용되며, 10개의 6비트 문자를 저장할 수도 있다.

## 예시
널리 사용된 60비트 워드 컴퓨터는 컨트롤 데이터 코퍼레이션(CDC)에서 생산한 것이 유일하다. 여기에는 CDC 6000 시리즈, CDC 7600, 그리고 CDC 사이버 70 및 170 시리즈가 포함된다. 주소 지정 가능한 단위는 60비트 워드였지만, 명령어는 15비트 또는 30비트였다.
IBM 7030 스트레치의 초기 설계 문서에서는 워드 길이를 잠정적으로 60비트로 지정했지만, 최종 설계에서는 64비트를 사용했다.

## 에뮬레이터
60비트 CDC 기계의 박물관 표본이 존재한다. 또한 상용 하드웨어 및 운영 체제에서 CDC 60비트 기계를 시뮬레이션할 수 있는 시리즈 에뮬레이터도 존재한다.